# Winona (Misisipi)
Winona es una ciudad del Condado de Montgomery, Misisipi, Estados Unidos. Según el censo de 2000 tenía una población de 5.482 habitantes y una densidad de población de 162.2 hab/km².

## Demografía
Según el censo de 2000, había 5.482 personas, 2.098 hogares y 1.456 familias residiendo en la localidad. La densidad de población era de 162,2 hab./km². Había 2.344 viviendas con una densidad media de 69,4 viviendas/km². El 48,10% de los habitantes eran blancos, el 50,73% afroamericanos, el 0,15% amerindios, el 0,49% asiáticos, el 0,05% isleños del Pacífico, el 0,04% de otras razas y el 0,44% pertenecía a dos o más razas. El 0,89% de la población eran hispanos o latinos de cualquier raza.
Según el censo, de los 2.098 hogares en el 32,9% había menores de 18 años, el 41,5% pertenecía a parejas casadas, el 24,3% tenía a una mujer como cabeza de familia y el 30,6% no eran familias. El 28,6% de los hogares estaba compuesto por un único individuo y el 15,2% pertenecía a alguien mayor de 65 años viviendo solo. El tamaño promedio de los hogares era de 2,55 personas y el de las familias de 3,14.
La población estaba distribuida en un 27,9% de habitantes menores de 18 años, un 9,1% entre 18 y 24 años, un 24,1% de 25 a 44, un 20,8% de 45 a 64 y un 18,1% de 65 años o mayores. La media de edad era 37 años. Por cada 100 mujeres había 78,1 hombres. Por cada 100 mujeres de 18 años o más, había 70,2 hombres.
Los ingresos medios por hogar en la localidad eran de 25.160 dólares ($) y los ingresos medios por familia eran 31.619 $. Los hombres tenían unos ingresos medios de 30.163 $ frente a los 17.549 $ para las mujeres. La renta per cápita para la ciudad era de 14.700 $. El 27,4% de la población y el 24,5% de las familias estaban por debajo del umbral de pobreza. El 40,6% de los menores de 18 años y el 24,8% de los habitantes de 65 años o más vivían por debajo del umbral de pobreza.

## Geografía
Según la Oficina del Censo de los Estados Unidos, Winona tiene un área total de 33,9 km² de los cuales 33,8 km² corresponden a tierra firme y 0,1 km² a agua. El porcentaje total de superficie con agua es 0,31%.